# Liste der National Historic Landmarks in Illinois
Diese vollständige Liste der National Historic Landmarks in Illinois führt alle Objekte und Stätten im US-amerikanischen Bundesstaat Illinois auf, die in diesem Bundesstaat als National Historic Landmark (NHL) eingestuft sind und unter der Aufsicht des National Park Service stehen. Diese Bauwerke, Distrikte, Objekte und andere Stätten entsprechen bestimmten Kriterien hinsichtlich ihrer nationalen Bedeutung. Diese Liste führt die Objekte nach den amtlichen Bezeichnungen im National Register of Historic Places.

## Unterscheidung zum National Register of Historic Places
Alle NHLs werden automatisch in das National Register of Historic Places (NRHP) aufgenommen, eine Liste historischer Bauten, die der National Park Service deklaratorisch als Denkmal anerkennt. Der wesentliche Unterschied zwischen einer NHL und einem allgemeinen NRHP-Eintrag liegt in der landesweiten Bedeutung, die NHLs haben, während die meisten anderen Einträge nur von örtlichem oder bundesstaatlichem Interesse sind.

## Legende
| NHL  | National Historic Landmark          |
| NHLD | National Historic Landmark District |

## Derzeitige NHLs in Illinois
|      | Name der Stätte                               | Bild                   | Jahr | Ort                                             | County             | Beschreibung |
| ---- | --------------------------------------------- | ---------------------- | ---- | ----------------------------------------------- | ------------------ | --- |
| 1    | Robert S. Abbott House                        | Robert S. Abbott House | 1976 | Chicago 41° 48′ 29″ N, 87° 36′ 58,1″ W          | Cook County        | Haus von Robert Sengstacke Abbott, Gründer der Zeitung Chicago Defender |
| 2    | Adler Planetarium                             |                        | 1987 | Chicago 41° 51′ 59,2″ N, 87° 36′ 26,7″ W        | Cook County        | Erstes und ältestes Planetarium der westlichen Hemisphäre |
| 3    | Auditorium Building                           |                        | 1975 | Chicago 41° 52′ 32,7″ N, 87° 37′ 27,7″ W        | Cook County        | Entworfen von den Architekten Dankmar Adler und Louis Sullivan |
| 4    | Bishop Hill Historic District                 |                        | 1970 | Bishop Hill 41° 12′ 1,1″ N, 90° 7′ 8″ W         | Henry County       | Historischer Distrikt schwedischer Einwanderer, der auf seine Gründung im Jahr 1846 zurückgeht                                                                                     |
| 5    | Cahokia Mounds                                |                        | 1964 | Collinsville 38° 39′ 14″ N, 90° 3′ 52″ W        | St. Clair County   | Größte archäologische Stätte der Mississippikultur |
| 6    | Sullivan Center                               |                        | 1975 | Chicago 41° 52′ 54,8″ N, 87° 37′ 40″ W          | Cook County        | Vom Architekten Louis Sullivan entworfenes und später nach ihm benanntes Gebäude                                                                                                   |
| 7    | James Charnley House                          |                        | 1998 | Chicago 41° 54′ 26,2″ N, 87° 37′ 39,3″ W        | Cook County        | Gemeinsam von den Architekten Louis Sullivan und Frank Lloyd Wright entworfen |
| 8    | Chicago Board of Trade Building               |                        | 1978 | Chicago 41° 52′ 41,2″ N, 87° 37′ 55,7″ W        | Cook County        | Von Holabird & Roche entworfener und 1930 errichteter Wolkenkratzer der Chicago Board of Trade                                                                                     |
| 9    | Church of the Holy Family                     |                        | 1970 | Cahokia 38° 34′ 13,3″ N, 90° 11′ 18,4″ W        | St. Clair County   | 1799 errichtete Kirche |
| 10   | Columbus Park                                 |                        | 2003 | Chicago 41° 52′ 26″ N, 87° 46′ 11″ W            | Cook County        | Teil des Chicago Park District |
| 11   | Arthur Compton House                          |                        | 1976 | Chicago 41° 47′ 32,8″ N, 87° 35′ 46,5″ W        | Cook County        | Wohnhaus des Nobelpreisträgers Arthur Holly Compton |
| 12   | Coonley House                                 |                        | 1970 | Riverside 41° 49′ 7,1″ N, 87° 49′ 43″ W         | Cook County        | Von dem Architekten Frank Lloyd Wright entworfen |
| 13   | Crow Island School                            |                        | 1990 | Winnetka 42° 6′ 4″ N, 87° 44′ 46″ W             | Cook County        | Von Larry Perkins und Eliel Saarinen entworfenes Schulgebäude |
| 14   | Dana-Thomas House                             |                        | 1976 | Springfield 39° 47′ 38,1″ N, 89° 39′ 7,5″ W     | Sangamon County    | Von Frank Lloyd Wright entworfenes Gebäude |
| 15   | David Davis Mansion                           |                        | 1975 | Bloomington 40° 28′ 53,8″ N, 88° 58′ 49,5″ W    | McLean County      | Früheres Wohnhaus von David Davis |
| 16   | Charles G. Dawes House                        |                        | 1976 | Evanston 42° 2′ 33,1″ N, 87° 40′ 23,1″ W        | Cook County        | Früheres Wohnhaus von Charles Gates Dawes, nach dem der Dawes-Plan benannt wurde                                                                                                   |
| 17   | John Deere House and Shop                     |                        | 1964 | Grand Detour 41° 53′ 47,8″ N, 89° 24′ 52,7″ W   | Ogle County        | Ort der Erfindung des ersten Stahlpflugs durch John Deere |
| 18   | Oscar Stanton De Priest House                 |                        | 1975 | Chicago 41° 48′ 35,2″ N, 87° 37′ 4,6″ W         | Cook County        | Wohnhaus von Oscar Stanton De Priest, einem afroamerikanischen republikanischen Abgeordneten des US-Repräsentantenhauses                                                           |
| 19   | Jean Baptiste Point Du Sable Homesite         |                        | 1976 | Chicago 41° 53′ 15,9″ N, 87° 37′ 24,3″ W        | Cook County        | Wohnhaus des Pelzhändlers Jean Baptiste Point du Sable, der heute als der erste ständige Einwohner des heutigen Chicago gilt                                                       |
| 20   | Eads Bridge                                   |                        | 1964 | East St. Louis 38° 37′ 38,7″ N, 90° 11′ 8,1″ W  | St. Clair County   | Kombinierte Straßen- und Bahnbrücke über den Mississippi; bei der 1874 erfolgten Fertigstellung die längste Bogenbrücke; auch in Missouri gelistet                                 |
| 21   | Farm Creek Section                            |                        | 1997 | East Peoria 40° 40′ 31,8″ N, 89° 29′ 23,3″ W    | Tazewell County    | Stätte freiliegender geologischer Gesteinsschichten |
| 22   | Farnsworth House                              |                        | 2006 | Plano 41° 38′ 6″ N, 88° 32′ 8,6″ W              | Kendall County     | Von Ludwig Mies van der Rohe entworfenes Landhaus |
| 23   | Pleasant Home                                 |                        | 1996 | Oak Park 41° 53′ 7″ N, 87° 48′ 2″ W             | Cook County        | Auch als John Farson House bekanntes Haus, das von dem Architekten George W. Maher entworfen wurde                                                                                 |
| 24   | Fort de Chartres                              |                        | 1960 | Prairie du Rocher 38° 5′ 4,7″ N, 90° 9′ 28,7″ W | Randolph County    | 1720 errichtetes französisches Fort, dessen Pulvermagazin zu den ältesten noch erhaltenen Gebäude in Illinois gehört                                                               |
| 25   | Fort Sheridan Historic District               |                        | 1984 | Fort Sheridan 42° 12′ 45″ N, 87° 48′ 38″ W      | Lake County        | Ursprünglich von der US Army errichteter Militärposten |
| 26   | John J. Glessner House                        |                        | 1976 | Chicago 41° 51′ 28,4″ N, 87° 37′ 14,8″ W        | Cook County        | 1886 von dem Architekten Henry Hobson Richardson entworfenes Wohnhaus |
| 27   | Ulysses S. Grant Home                         |                        | 1960 | Galena 42° 24′ 36,4″ N, 90° 25′ 22,5″ W         | Jo Daviess County  | Wohnhaus von Ulysses S. Grant, dem Oberbefehlshaber des Unionsheeres im Bürgerkrieg und späteren 18. US-Präsidenten                                                                |
|      | Grosse Point Lighthouse                       |                        | 1999 | Evanston 42° 3′ 50″ N, 87° 40′ 34″ W            | Cook County        | 1873 errichteter Leuchtturm am Ufer des Michigansees |
| 29   | Haymarket Martyrs’ Monument                   |                        | 1997 | Forest Park 41° 50′ 27″ N, 87° 49′ 9,4″ W       | Cook County        | Denkmal für die Opfer des Haymarket Massakers auf dem German Waldheim Cemetery |
| 30   | Hegeler Carus Mansion                         |                        | 2007 | La Salle 41° 20′ 9″ N, 89° 5′ 13,4″ W           | LaSalle County     | Entworfen von dem Chicagoer Architekten William W. Boyington |
| 31   | Isidore H. Heller House                       |                        | 2004 | Chicago 41° 48′ 4,8″ N, 87° 35′ 49,5″ W         | Cook County        | Von dem Architekten Frank Lloyd Wright entworfenes Wohnhaus des Bankiers Isidore H. Heller                                                                                         |
| 32   | Arthur Heurtley House                         |                        | 2000 | Oak Park 41° 53′ 33,8″ N, 87° 47′ 59,4″ W       | Cook County        | Erstes von dem Architekten Frank Lloyd Wright vollständig im Stil der Prairie Houses entworfenes Gebäude                                                                           |
| 33   | Hull House                                    |                        | 1965 | Chicago 41° 52′ 17″ N, 87° 38′ 49,7″ W          | Cook County        | Eines der ersten Häuser der Settlement-Bewegung in den USA |
| 34   | Illinois and Michigan Canal Locks and Towpath |                        | 1964 | Joliet 41° 34′ 11″ N, 88° 4′ 11″ W              | Will County        | Acht Wasserbauwerke und Kanalabschnitte des heutigen Illinois Waterway |
| 35   | Nicholas Jarrot Mansion                       |                        | 2001 | Cahokia 38° 34′ 12,4″ N, 90° 11′ 13,6″ W        | St. Clair County   | 1807–1810 errichtetes Gebäude im Federal Style |
| 36   | Kennicott Grove                               |                        | 1976 | Glenview 42° 5′ 12,7″ N, 87° 52′ 12,1″ W        | Cook County        | Wohnhaus des Naturforschers Robert Kennicott |
| 37   | Kincaid Mounds State Historic Site            |                        | 1964 | Brookport 37° 4′ 50,1″ N, 88° 29′ 30,4″ W       | Massac County      | Archäologische Grabungsstätte |
| 38   | Second Leiter Building                        |                        | 1976 | Chicago 41° 52′ 28,1″ N, 87° 37′ 38,6″ W        | Cook County        | 1889 errichtetes von dem Architekten William Le Baron Jenney entworfenes Kaufhaus                                                                                                  |
| 39   | Frank R. Lillie House                         |                        | 1976 | Chicago 41° 47′ 22,4″ N, 87° 35′ 35,2″ W        | Cook County        | Früheres Wohnhaus des Embryologen Frank Rattray Lillie |
| 40   | Lincoln Home National Historic Site           |                        | 1960 | Springfield 39° 47′ 43,3″ N, 89° 38′ 41″ W      | Sangamon County    | Das einzige Haus, das Abraham Lincoln, dem 16. US-Präsidenten je gehört hatte |
| 41   | Alfred Caldwell Lily Pool                     |                        | 2006 | Chicago 41° 55′ 31,1″ N, 87° 38′ 2,8″ W         | Cook County        | Beispiel für einen Parkteich im Prairie Houses-Stil des Landschaftsarchitekten Alfred Caldwell                                                                                     |
| 42   | Lincolns Grab                                 |                        | 1960 | Springfield 39° 49′ 24″ N, 89° 39′ 21″ W        | Sangamon County    | Das Grab des 16. Präsidenten Abraham Lincoln |
| 43   | Vachel Lindsay House                          |                        | 1971 | Springfield 39° 47′ 45,3″ N, 89° 38′ 58″ W      | Sangamon County    | Früheres Wohnhaus des Schriftstellers Nicholas Vachel Lindsay |
| 44   | Owen Lovejoy House                            |                        | 1997 | Princeton 41° 22′ 23″ N, 89° 27′ 3″ W           | Bureau County      | Wohnhaus des Kongressabgeordneten und Abolitionisten Owen Lovejoy |
| 45   | Marquette Building                            |                        | 2010 | Chicago 41° 52′ 48,7″ N, 87° 37′ 45,7″ W        | Cook County        | 1895 errichtetes von Holabird & Roche entworfenes Bürogebäude |
| 46   | Marshall Field and Company Building           |                        | 1978 | Chicago 41° 53′ 0,7″ N, 87° 37′ 40,3″ W         | Cook County        | 1892 errichtetes von dem Architekten Daniel Burnham entworfenes Kaufhaus |
| 47   | Mazon Creek fossil beds                       |                        | 1997 | Morris 41° 19′ 15,6″ N, 88° 20′ 45,6″ W         | Grundy County      | Fossillagerstätte aus der Zeit des Pennsylvanium |
| 48   | Pierre Menard House                           |                        | 1970 | Ellis Grove 37° 57′ 52,9″ N, 89° 54′ 35,6″ W    | Randolph County    | Früheres Wohnhaus von Pierre Menard (1766–1844), dem ersten Vizegouverneur von Illinois (1818–1822)                                                                                |
| 49   | Robert A. Millikan House                      |                        | 1976 | Chicago 41° 47′ 34,5″ N, 87° 35′ 46,6″ W        | Cook County        | Wohnhaus des Physikers Robert Andrews Millikan |
| 50   | Modoc Rock Shelter                            |                        | 1961 | Modoc 38° 3′ 46″ N, 90° 3′ 49″ W                | Randolph County    | Archäologische Stätte |
| 51   | Montgomery Ward Company Complex               |                        | 1978 | Chicago 41° 53′ 47,2″ N, 87° 38′ 36,2″ W        | Cook County        | Frühere Zentrale des Versandhauses Montgomery Ward |
| 52   | Morrow Plots                                  |                        | 1968 | Urbana 40° 6′ 9,2″ N, 88° 13′ 32,9″ W           | Champaign County   | Experimentelles Maisfeld der University of Illinois at Urbana-Champaign |
| 53   | Nauvoo Historic District                      |                        | 1961 | Nauvoo 40° 33′ 5″ N, 91° 22′ 18″ W              | Hancock County     | Historischer Siedlungsplatz der Mormonen |
| 54   | New Philadelphia Town Site                    |                        | 2009 | Barry 39° 41′ 45″ N, 90° 57′ 35″ W              | Pike County        | 1836 als erste von einem Afroamerikaner gegründete Siedlung |
| 55   | Old Kaskaskia Village                         |                        | 1964 | Ottawa                                          | LaSalle County     | Archäologische Stätte; am besten dokumentiertes Ureinwohnerdord im Tal des Illinois River – für die Öffentlichkeit nicht zugänglich                                                |
| 56   | Old Main, Knox College                        |                        | 1961 | Galesburg 40° 56′ 29,1″ N, 90° 22′ 14″ W        | Knox County        | Altes Hauptgebäude des Knox College; am besten erhaltene Stätte der zahlreichen Lincoln-Douglas-Debatten                                                                           |
| 57   | Old State Capitol                             |                        | 1961 | Springfield 39° 47′ 57,3″ N, 89° 38′ 53,3″ W    | Sangamon County    | Fünftes State Capitol von Illinois |
| 58   | Union Stock Yards Gate                        |                        | 1981 | Chicago 41° 48′ 59,9″ N, 87° 38′ 54,1″ W        | Cook County        | Eingangstor zu den Schlachthöfen von Chicago; entworfen von dem Architekten John Wellborn Root                                                                                     |
| 59   | Orchestra Hall                                |                        | 1994 | Chicago 41° 52′ 45,1″ N, 87° 37′ 27,9″ W        | Cook County        | 1904 errichtetes und von Daniel Burnham entworfenes Konzerthaus |
| 60   | Principia College Historic District           |                        | 1993 | Elsah 38° 56′ 56″ N, 90° 20′ 51,1″ W            | Jersey County      | 1940 fertiggestelltes von den Architekten Bernard Maybeck und Henry Gutterson im Colonial Revival- bzw. Tudor Revival-Stil entworfenes Ensemble von Gebäuden des Principia College |
| 61   | Pullman Historic District                     |                        | 1970 | Chicago 41° 41′ 50″ N, 87° 36′ 34″ W            | Cook County        | Ehemalige Wohnsiedlung für die Beschäftigten der Pullman Palace Car Company, in der sich auch das Hotel Florence befindet                                                          |
| 62   | Reliance Building                             |                        | 1976 | Chicago 41° 52′ 56,6″ N, 87° 37′ 40,2″ W        | Cook County        | Von 1890 bis 1895 errichtetes und von den Architekten John Wellborn Root, Charles B. Atwood und Daniel Hudson Burnham entworfenes Bürogebäude                                      |
| 63   | Riverside Historic District                   |                        | 1970 | Riverside 41° 49′ 54,5″ N, 87° 48′ 48,6″ W      | Cook County        | 1869 als eine der ersten Planstädte der USA fertiggestellt |
| 64   | Frederick C. Robie House                      |                        | 1963 | Chicago 41° 47′ 25,2″ N, 87° 35′ 46,4″ W        | Cook County        | 1908 von Frank Lloyd Wright im Stil der Prairie Houses entworfenes und 1910 fertiggestelltes Wohnhaus                                                                              |
| 65   | Rock Island Arsenal                           |                        | 1988 | Rock Island 41° 31′ 1″ N, 90° 32′ 31″ W         | Rock Island County | Ehemaliges Gelände des Fort Armstrong; heute größte regierungseigene Waffenfabrik der USA; im Bürgerkrieg Kriegsgefangenenlager                                                    |
| 66   | Rookery Building                              |                        | 1975 | Chicago 41° 52′ 45,4″ N, 87° 37′ 56,2″ W        | Cook County        | 1886 errichtetes von den Architekten Daniel Burnham und John Wellborn Root entworfenes Bürogebäude                                                                                 |
| 67   | George Herbert Jones Laboratory               |                        | 1967 | Chicago 41° 47′ 18,3″ N, 87° 36′ 3,7″ W         | Cook County        | Das Laboratorium, in dem zuerst das Element Plutonium isoliert und dessen Atommasse ermittelt wurde                                                                                |
| 68   | Sears, Roebuck, and Company Complex           |                        | 1978 | Chicago 41° 52′ 6,7″ N, 87° 42′ 38,1″ W         | Cook County        | Frühere Zentrale des Sears-Konzerns |
| 69   | Shedd Aquarium                                |                        | 1987 | Chicago 41° 52′ 1,9″ N, 87° 37′ 9,2″ W          | Cook County        | Ehemals weltgrößtes Aquarium der Welt |
|      | Chicago Pile                                  |                        | 1965 | Chicago 41° 47′ 25,8″ N, 87° 36′ 3,8″ W         | Cook County        | Weltweit erster Kernreaktor |
| 71   | Printing House Row District                   |                        | 1976 | Chicago 41° 52′ 35,6″ N, 87° 37′ 41,2″ W        | Cook County        | Früheres Zeitungsviertel in der südlichen Innenstadt von Chicago; heute überwiegend Wohnviertel                                                                                    |
| 72   | Crown Hall                                    |                        | 2001 | Chicago 41° 50′ 1″ N, 87° 37′ 38″ W             | Cook County        | 1950–1956 errichtetes und von Ludwig Mies van der Rohe entworfenes Hauptgebäude des College of Architecture, Planning and Design des Illinois Institute of Technology              |
| 73   | Starved Rock                                  |                        | 1960 | Ottawa 41° 19′ 17″ N, 88° 59′ 25″ W             | La Salle County    | Sandsteinfelsen am Illinois River |
| 74   | Lorado Taft Midway Studios                    |                        | 1965 | Chicago 41° 47′ 7,4″ N, 87° 36′ 9,9″ W          | Cook County        | 1906 aus einer umgebauten Scheune entstandenes Atelier des Bildhauers Lorado Taft                                                                                                  |
| true | F. F. Tomek House                             |                        | 1999 | Riverside 41° 49′ 55,8″ N, 87° 49′ 1,6″ W       | Cook County        | 1904 errichtetes von dem Architekten Frank Lloyd Wright im Stil der Prairie Houses entworfenes Gebäude                                                                             |
| 76   | Lyman Trumbull House                          |                        | 1975 | Alton 38° 53′ 50,6″ N, 90° 10′ 35,1″ W          | Madison County     | Wohnhaus des früheren US-Senators Lyman Trumbull |
| 77   | U 505                                         |                        | 1989 | Chicago 41° 51′ 52,4″ N, 87° 36′ 56,6″ W        | Cook County        | Das einzige von der US-Navy im Zweiten Weltkrieg aufgebrachte deutsche U-Boot befindet sich heute im Museum of Science and Industry                                                |
| 78   | Unity Temple                                  |                        | 1970 | Oak Park 41° 53′ 19″ N, 87° 47′ 48,5″ W         | Cook County        | 1905–1908 von Frank Lloyd Wright errichteter Tempel der Unitarisch-Universalistischen Kirche                                                                                       |
| 79   | University of Illinois Observatory            |                        | 1989 | Urbana 40° 6′ 14,7″ N, 88° 13′ 32,6″ W          | Champaign County   | Observatorium der University of Illinois at Urbana-Champaign |
| 80   | The Wayside                                   |                        | 1966 | Winnetka 42° 6′ 51,2″ N, 87° 43′ 56,9″ W        | Cook County        | Früheres Wohnhaus des Journalisten Henry Demarest Lloyd |
| 81   | Ida B. Wells-Barnett House                    |                        | 1974 | Chicago 41° 49′ 40,1″ N, 87° 37′ 3″ W           | Cook County        | Früheres Wohnhaus der Bürgerrechtlerin Ida B. Wells |
| 82   | Frances Willard House                         |                        | 1965 | Evanston 42° 2′ 53,8″ N, 87° 40′ 42,5″ W        | Cook County        | Früheres Wohnhaus von Frances Willard, einer Mitbegründerin der Woman’s Christian Temperance Union                                                                                 |
| 83   | Daniel Hale Williams House                    |                        | 1975 | Chicago 41° 49′ 6,3″ N, 87° 36′ 55″ W           | Cook County        | Das frühere Wohnhaus von Daniel Hale Williams, dem ersten afroamerikanischen Kardiologen und Herzchirurgen                                                                         |
| 84   | Frank Lloyd Wright Home and Studio            |                        | 1976 | Oak Park 41° 53′ 36,2″ N, 87° 48′ 0,7″ W        | Cook County        | Früheres Wohnhaus und Studio von Frank Lloyd Wright |

## Frühere NHLs in Illinois
|   | Name der Stätte          | Bild | Jahr | Ort                                 | County                    | Beschreibung |
| - | ------------------------ | ---- | ---- | ----------------------------------- | ------------------------- | --- |
| 1 | Soldier Field            |      | 1987 | Chicago 41° 51′ 45″ N, 87° 37′ 0″ W | Cook County               | Verlor im Jahr 2006 den Status als NHL |
| 2 | Milwaukee Clipper        |      | 1989 | Muskegon                            | Muskegon County, Michigan | Die Milwaukee Clipper war, als sie zu einer NHL erklärt wurde, ein Museumsschiff am Navy Pier in Chicago. 1990 wurde das Schiff nach Hammond, Indiana und 1997 nach Muskegon, Michigan gebracht. |
| 3 | President (Schiff)       |      | 1989 | St. Elmo (früher)                   | Fayette County (früher)   | Verlor im Jahr 2011 den Status als NHL |
| 4 | USS Silversides (SS-236) |      | 1972 | Chicago (früher)                    | Cook County (früher)      | Liegt heute als Museum in Muskegon, Michigan |